# 對立教宗嘉禮三世
嘉禮三世（Callixtus III）是一個十二世紀的對立教宗，他在對立教宗巴斯加三世於1168年去世後被選為繼任者。當時的另一位教宗是歷山三世，他被天主教會認為是正統教宗。
教宗人選的分裂起源自1159年教宗選舉，歷山三世與對立教宗維篤四世同時被選為教宗。神聖羅馬皇帝腓特烈一世原本基於和歷山三世的衝突而支持對立教宗維篤四世、巴斯加三世、嘉禮三世，但在萊尼亞諾戰役慘敗後承認了歷山三世的正統性。1178年，失去支持的嘉禮三世向歷山三世屈服，結束了天主教會教宗分裂。